# Kepimits River
Der Kepimits River ist ein 26 km langer Fluss im Südosten der Labrador-Halbinsel in der kanadischen Provinz Neufundland und Labrador.

## Flusslauf
Der Kepimits River befindet sich im Einzugsgebiet des Churchill River. Er entwässert den See Lac Joseph an dessen Südostufer. Er fließt anfangs 6 km nach Osten zum Kepimits Lake. Diesen verlässt er an dessen südlichem Ende. Der Kepimits River fließt in überwiegend südöstlicher Richtung und erreicht nach weiteren 16 km das Westufer des Atikonak Lake. 
2,5 km oberhalb der Mündung trifft von Süden kommend ein größerer namenloser Fluss auf den Kepimits River.

## Hydrologie
Das Einzugsgebiet des Kepimits River umfasst ungefähr 7700 km². Am Pegel bei Flusskilometer 13 beträgt der mittlere Abfluss 150 m³/s. Im Juni führt der Fluss die größte Wassermenge mit im Mittel 500 m³/s.